# Rugby 7 na Igrzyskach Azji Południowo-Wschodniej 2007
Turniej rugby 7 na Igrzyskach Azji Południowo-Wschodniej 2007 odbył się w Nakhon Ratchasima w dniach 9–11 grudnia 2007 roku. Areną zmagań zarówno kobiet, jak i mężczyzn był Suranaree Camp Stadium.
Rugby union w programie tych zawodów pojawiło się czwarty raz. W zawodach wzięło udział sześć zespołów męskich i cztery żeńskie, które rywalizowały systemem kołowym w ramach grup, po czym nastąpiła faza pucharowa. Obydwa złote medale zdobyły reprezentacje Tajlandii.

## Podsumowanie

### Klasyfikacja medalowa
| Klasyfikacja medalowa | Klasyfikacja medalowa | Klasyfikacja medalowa | Klasyfikacja medalowa | Klasyfikacja medalowa | Klasyfikacja medalowa |
| Miejsce               | Reprezentacja         | Złoto                 | Srebro                | Brąz                  | Razem                 |
| --------------------- | --------------------- | --------------------- | --------------------- | --------------------- | --------------------- |
| 1                     | Tajlandia             | 2                     | 0                     | 0                     | 2                     |
| 2                     | Singapur              | 0                     | 1                     | 1                     | 2                     |
| 3                     | Filipiny              | 0                     | 1                     | 0                     | 1                     |
| 4                     | Laos                  | 0                     | 0                     | 1                     | 1                     |
| Razem                 | Razem                 | 2                     | 2                     | 2                     | 6                     |

### Medaliści
| Konkurencja | 1. miejsce | 2. miejsce | 3. miejsce |
| ----------- | ---------- | ---------- | ---------- |
| Mężczyźni   | Tajlandia  | Filipiny   | Singapur   |
| Kobiety     | Tajlandia  | Singapur   | Laos       |

## Turniej mężczyzn

### Faza grupowa
| 9 grudnia 200713:00 | Filipiny | 17:22 | Singapur | Suranaree Camp Stadium, Nakhon Ratchasima |
| 9 grudnia 200713:00 |          | 17:22 |          | Suranaree Camp Stadium, Nakhon Ratchasima |

| 9 grudnia 200713:20 | Laos | 0:45(0:21) | Malezja | Suranaree Camp Stadium, Nakhon Ratchasima |
| 9 grudnia 200713:20 |      | 0:45(0:21) |         | Suranaree Camp Stadium, Nakhon Ratchasima |

| 9 grudnia 200713:40 | Kambodża | 5:47 | Tajlandia | Suranaree Camp Stadium, Nakhon Ratchasima |
| 9 grudnia 200713:40 |          | 5:47 |           | Suranaree Camp Stadium, Nakhon Ratchasima |

| 9 grudnia 200714:40 | Laos | 0:40 | Filipiny | Suranaree Camp Stadium, Nakhon Ratchasima |
| 9 grudnia 200714:40 |      | 0:40 |          | Suranaree Camp Stadium, Nakhon Ratchasima |

| 9 grudnia 200715:00 | Singapur | 36:0 | Kambodża | Suranaree Camp Stadium, Nakhon Ratchasima |
| 9 grudnia 200715:00 |          | 36:0 |          | Suranaree Camp Stadium, Nakhon Ratchasima |

| 9 grudnia 200715:20 | Malezja | 15:7(10:0) | Tajlandia | Suranaree Camp Stadium, Nakhon Ratchasima |
| 9 grudnia 200715:20 |         | 15:7(10:0) |           | Suranaree Camp Stadium, Nakhon Ratchasima |

| 9 grudnia 200716:40 | Filipiny | 12:17(0:12) | Malezja | Suranaree Camp Stadium, Nakhon Ratchasima |
| 9 grudnia 200716:40 |          | 12:17(0:12) |         | Suranaree Camp Stadium, Nakhon Ratchasima |

| 9 grudnia 200717:00 | Tajlandia | 24:5 | Singapur | Suranaree Camp Stadium, Nakhon Ratchasima |
| 9 grudnia 200717:00 |           | 24:5 |          | Suranaree Camp Stadium, Nakhon Ratchasima |

| 9 grudnia 200717:20 | Kambodża | 21:24 | Laos | Suranaree Camp Stadium, Nakhon Ratchasima |
| 9 grudnia 200717:20 |          | 21:24 |      | Suranaree Camp Stadium, Nakhon Ratchasima |

| 10 grudnia 200714:30 | Tajlandia | 22:0 | Filipiny | Suranaree Camp Stadium, Nakhon Ratchasima |
| 10 grudnia 200714:30 |           | 22:0 |          | Suranaree Camp Stadium, Nakhon Ratchasima |

| 10 grudnia 200714:50 | Singapur | 40:0 | Laos | Suranaree Camp Stadium, Nakhon Ratchasima |
| 10 grudnia 200714:50 |          | 40:0 |      | Suranaree Camp Stadium, Nakhon Ratchasima |

| 10 grudnia 200715:10 | Malezja | 50:0(26:0) | Kambodża | Suranaree Camp Stadium, Nakhon Ratchasima |
| 10 grudnia 200715:10 |         | 50:0(26:0) |          | Suranaree Camp Stadium, Nakhon Ratchasima |

| 10 grudnia 200716:30 | Malezja | 21:14(14:14) | Singapur | Suranaree Camp Stadium, Nakhon Ratchasima |
| 10 grudnia 200716:30 |         | 21:14(14:14) |          | Suranaree Camp Stadium, Nakhon Ratchasima |

| 10 grudnia 200716:50 | Laos | 0:43 | Tajlandia | Suranaree Camp Stadium, Nakhon Ratchasima |
| 10 grudnia 200716:50 |      | 0:43 |           | Suranaree Camp Stadium, Nakhon Ratchasima |

| 10 grudnia 200717:10 | Filipiny | 43:0 | Kambodża | Suranaree Camp Stadium, Nakhon Ratchasima |
| 10 grudnia 200717:10 |          | 43:0 |          | Suranaree Camp Stadium, Nakhon Ratchasima |

### Faza pucharowa

#### Mecz o miejsce 5.
| 11 grudnia 200715:00 | Laos | 12:17 | Kambodża | Suranaree Camp Stadium, Nakhon Ratchasima |
| 11 grudnia 200715:00 |      | 12:17 |          | Suranaree Camp Stadium, Nakhon Ratchasima |

#### Cup
|  |                 |           |           |                   |    |          |          |       |
|  | Półfinały       | Półfinały | Półfinały |                   |    | Finał    | Finał    | Finał |
|  | Półfinały       | Półfinały | Półfinały |                   |    | Finał    | Finał    | Finał |
|  | 11 grudnia 2007 |           |           |                   |    |          |          |       |
|  |                 |           |           |                   |    |          |          |       |
|  | Tajlandia       | Tajlandia | 24        |                   |    |          |          |       |
|  | Tajlandia       | Tajlandia | 24        | 11 grudnia 2007   |    |          |          |       |
|  | Singapur        | Singapur  | 7         |                   |    |          |          |       |
|  | Singapur        | Singapur  | 7         |                   |    | Filipiny | Filipiny | 14    |
|  | 11 grudnia 2007 |           |           |                   |    | Filipiny | Filipiny | 14    |
|  |                 |           | Tajlandia | Tajlandia         | 28 |          |          |       |
|  | Malezja         | Malezja   | Tajlandia | Tajlandia         | 28 | 7        |          |       |
|  | Malezja         | Malezja   |           |                   |    |          |          |       |
|  | Filipiny        | Filipiny  | 12        |                   |    |          |          |       |
|  | Filipiny        | Filipiny  | 12        | Mecz o 3. miejsce |    |          |          |       |
|  |                 |           |           |                   |    |          |          |       |
|  | 11 grudnia 2007 |           |           |                   |    |          |          |       |
|  |                 |           |           |                   |    |          |          |       |
|  | Malezja         | Malezja   | 5         |                   |    |          |          |       |
|  | Malezja         | Malezja   | 5         |                   |    |          |          |       |
|  | Singapur        | Singapur  | 12        |                   |    |          |          |       |
|  | Singapur        | Singapur  | 12        |                   |    |          |          |       |

| 11 grudnia 200714:20 | Tajlandia | 24:7 | Singapur | Suranaree Camp Stadium, Nakhon Ratchasima |
| 11 grudnia 200714:20 |           | 24:7 |          | Suranaree Camp Stadium, Nakhon Ratchasima |

| 11 grudnia 200714:40 | Malezja | 7:12(0:7) | Filipiny | Suranaree Camp Stadium, Nakhon Ratchasima |
| 11 grudnia 200714:40 |         | 7:12(0:7) |          | Suranaree Camp Stadium, Nakhon Ratchasima |

| 11 grudnia 200716:40 | Filipiny | 14:28 | Tajlandia | Suranaree Camp Stadium, Nakhon Ratchasima |
| 11 grudnia 200716:40 |          | 14:28 |           | Suranaree Camp Stadium, Nakhon Ratchasima |

| 11 grudnia 200716:00 | Malezja | 5:12(5:5) | Singapur | Suranaree Camp Stadium, Nakhon Ratchasima |
| 11 grudnia 200716:00 |         | 5:12(5:5) |          | Suranaree Camp Stadium, Nakhon Ratchasima |

### Klasyfikacja końcowa
| Miejsce | Reprezentacja |
| ------- | ------------- |
| złoto   | Tajlandia     |
| srebro  | Filipiny      |
| brąz    | Singapur      |
| 4       | Malezja       |
| 5       | Kambodża      |
| 6       | Laos          |

## Turniej kobiet

### Faza grupowa
| 9 grudnia 200714:00 | Tajlandia | 52:0 | Kambodża | Suranaree Camp Stadium, Nakhon Ratchasima |
| 9 grudnia 200714:00 |           | 52:0 |          | Suranaree Camp Stadium, Nakhon Ratchasima |

| 9 grudnia 200714:20 | Laos | 0:36 | Singapur | Suranaree Camp Stadium, Nakhon Ratchasima |
| 9 grudnia 200714:20 |      | 0:36 |          | Suranaree Camp Stadium, Nakhon Ratchasima |

| 9 grudnia 200715:40 | Tajlandia | 14:12 | Singapur | Suranaree Camp Stadium, Nakhon Ratchasima |
| 9 grudnia 200715:40 |           | 14:12 |          | Suranaree Camp Stadium, Nakhon Ratchasima |

| 9 grudnia 200716:00 | Kambodża | 0:20 | Laos | Suranaree Camp Stadium, Nakhon Ratchasima |
| 9 grudnia 200716:00 |          | 0:20 |      | Suranaree Camp Stadium, Nakhon Ratchasima |

| 10 grudnia 200715:30 | Kambodża | 0:29 | Singapur | Suranaree Camp Stadium, Nakhon Ratchasima |
| 10 grudnia 200715:30 |          | 0:29 |          | Suranaree Camp Stadium, Nakhon Ratchasima |

| 10 grudnia 200715:50 | Tajlandia | 52:0 | Laos | Suranaree Camp Stadium, Nakhon Ratchasima |
| 10 grudnia 200715:50 |           | 52:0 |      | Suranaree Camp Stadium, Nakhon Ratchasima |

### Faza pucharowa
|  |                 |           |           |                   |   |           |           |       |
|  | Półfinały       | Półfinały | Półfinały |                   |   | Finał     | Finał     | Finał |
|  | Półfinały       | Półfinały | Półfinały |                   |   | Finał     | Finał     | Finał |
|  | 11 grudnia 2007 |           |           |                   |   |           |           |       |
|  |                 |           |           |                   |   |           |           |       |
|  | Singapur        | Singapur  | 27        |                   |   |           |           |       |
|  | Singapur        | Singapur  | 27        | 11 grudnia 2007   |   |           |           |       |
|  | Laos            | Laos      | 0         |                   |   |           |           |       |
|  | Laos            | Laos      | 0         |                   |   | Tajlandia | Tajlandia | 19    |
|  | 11 grudnia 2007 |           |           |                   |   | Tajlandia | Tajlandia | 19    |
|  |                 |           | Singapur  | Singapur          | 5 |           |           |       |
|  | Tajlandia       | Tajlandia | Singapur  | Singapur          | 5 | 43        |           |       |
|  | Tajlandia       | Tajlandia |           |                   |   |           |           |       |
|  | Kambodża        | Kambodża  | 0         |                   |   |           |           |       |
|  | Kambodża        | Kambodża  | 0         | Mecz o 3. miejsce |   |           |           |       |
|  |                 |           |           |                   |   |           |           |       |
|  | 11 grudnia 2007 |           |           |                   |   |           |           |       |
|  |                 |           |           |                   |   |           |           |       |
|  | Kambodża        | Kambodża  | 0         |                   |   |           |           |       |
|  | Kambodża        | Kambodża  | 0         |                   |   |           |           |       |
|  | Laos            | Laos      | 15        |                   |   |           |           |       |
|  | Laos            | Laos      | 15        |                   |   |           |           |       |

| 11 grudnia 200713:40 | Singapur | 27:0 | Laos | Suranaree Camp Stadium, Nakhon Ratchasima |
| 11 grudnia 200713:40 |          | 27:0 |      | Suranaree Camp Stadium, Nakhon Ratchasima |

| 11 grudnia 200714:00 | Tajlandia | 43:0 | Kambodża | Suranaree Camp Stadium, Nakhon Ratchasima |
| 11 grudnia 200714:00 |           | 43:0 |          | Suranaree Camp Stadium, Nakhon Ratchasima |

| 11 grudnia 200716:20 | Tajlandia | 19:5 | Singapur | Suranaree Camp Stadium, Nakhon Ratchasima |
| 11 grudnia 200716:20 |           | 19:5 |          | Suranaree Camp Stadium, Nakhon Ratchasima |

| 11 grudnia 200715:40 | Kambodża | 0:15 | Laos | Suranaree Camp Stadium, Nakhon Ratchasima |
| 11 grudnia 200715:40 |          | 0:15 |      | Suranaree Camp Stadium, Nakhon Ratchasima |

### Klasyfikacja końcowa
| Miejsce | Reprezentacja |
| ------- | ------------- |
| złoto   | Tajlandia     |
| srebro  | Singapur      |
| brąz    | Laos          |
| 4       | Kambodża      |